# Entlacken

Entlacken einer Metalloberfläche durch Bürsten

Der Begriff Entlacken steht für das Entfernen alter Lackschichten. Die Lackschicht wird dabei hohen oder tiefen Temperaturen, mechanischen Einflüssen oder Chemikalien ausgesetzt und so vom Untergrund entfernt. Die Kombination mehrerer Verfahren ist ebenfalls möglich.

## Verfahren

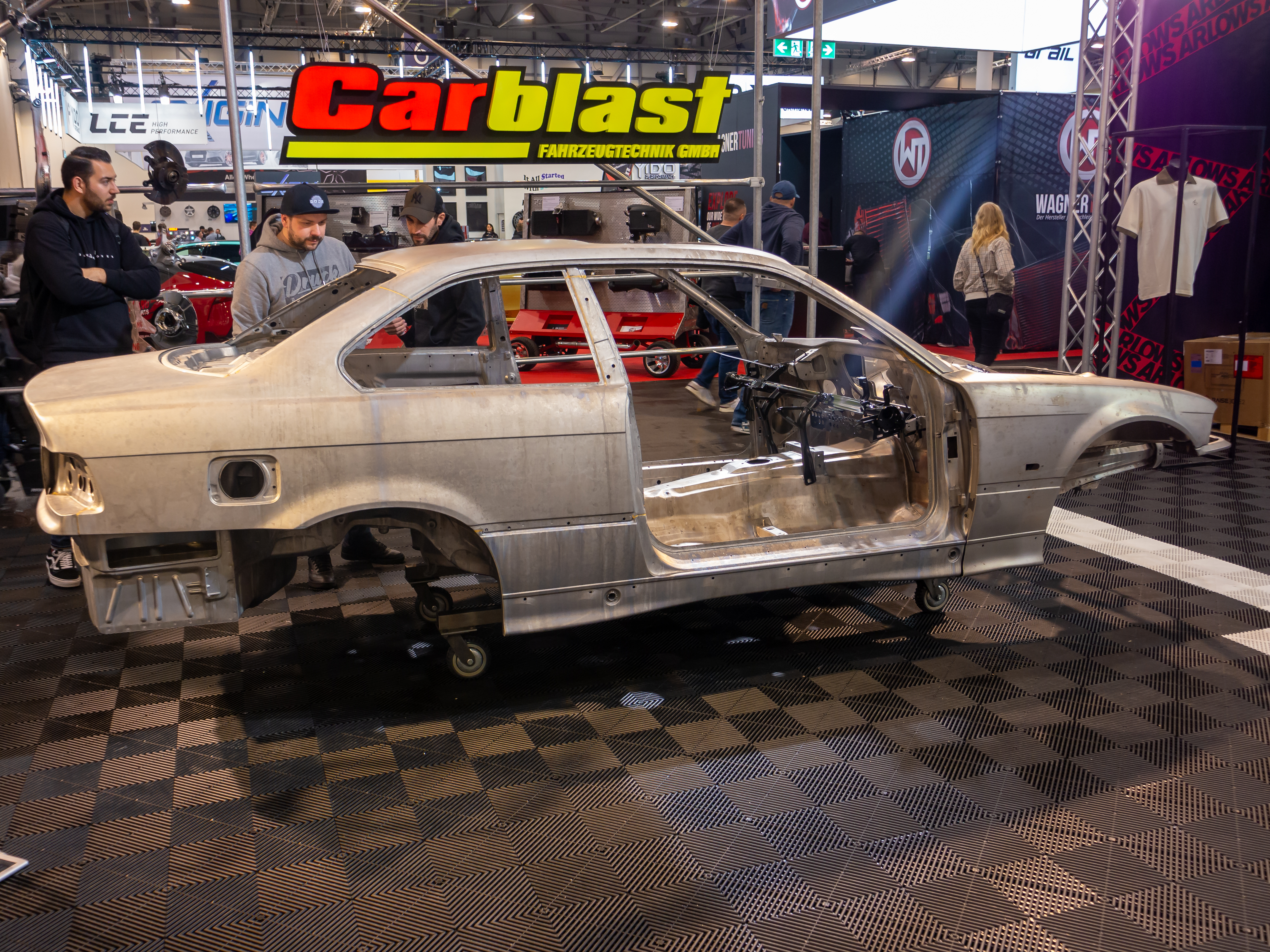
Im Strahlverfahren entlackte Autokarosserie

Als kryogenes Verfahren bezeichnet man das Entschichten mit Trockeneis, dabei versprödet die Lackschicht durch die niedrige Temperatur. Bei den thermischen Verfahren werden die in der Lackschicht enthaltenen Polymere durch hohe Temperaturen zerstört. Einzelne Verfahren sind Abflämmen, Wirbelstromentschichten, Pyrolyse, Wirbelbettentschichten, Abkochen, Laserentschichten und Infrarot-Bestrahlung.
Zur Gruppe der Strahlverfahren gehört das Reinigen mit Druckwasserstrahlen, Druckluftstrahlen, Feuchtstrahlen, Nassdruckluftstrahlen, Schleuderstrahlen oder Sandstrahlen, Trockeneisstrahlen, sowie das Schneestrahlen. Bei den mechanischen Verfahren wird der Lack durch Schleifen, Bürsten, Kratzen und Abwischen entfernt. Strömungstechnische Reinigungsverfahren umfassen das Reinigen mit flüssigem Kohlenstoffdioxid, Abblasen, Absaugen und Ultraschallreinigen.
Beim Lösemittelreinigen werden die filmbildenden Bestandteile der Lackschicht gelöst, beim chemischen Reinigen werden sie dagegen zersetzt. Dies geschieht durch Abbeizen mit Hilfe von Laugen oder Säuren.